# Моя любовь (мультфильм)
«Моя любовь» — российский мультипликационный фильм, созданный режиссёром Александром Петровым в 2006 году. Сценарий основан на романе Ивана Шмелёва «История любовная». Фильм впервые показан на Первом канале в конце февраля 2008 года.

## Сюжет
Мультфильм повествует о первых чувственно-любовных переживаниях молодого гимназиста Антона. Показана купеческая Москва XIX века. Мультфильм поразительно тонко передаёт атмосферу середины XIX века — взаимоотношения различных классов общества; показаны разные архетипы любви, возникающие в мозгу Антона. Здесь словно две любовные нити, пересекающиеся между собой: красивая, утончённая, но порочная девушка Серафима, которая вдохновляет Антона как поэта, и горничная Пелагея, которая пленяет гимназиста своей чистотой и некоторой врождённой интеллигентностью, несмотря на её крестьянское происхождение. Антон находится словно на грани между любовью детской, наивной и глупой и любовью взрослой, осознанной, решительной. Можно сказать, что этот мультфильм говорит нам об ответственности перед любимой и самой любовью как таковой.

## Роли озвучивали
- Александр Олешко — Тонечка
- Александра Живова — горничная Паша
- Евгения Крюкова — Серафима Константиновна
- Сергей Гармаш — кучер Степан
- Нина Русланова
- Александр Поламишев (в титрах Паламишев)
- Олег Щербинин (в титрах Щербенин)
- Юлия Артёмова
- Михаил Лукашов (в титрах Лукашев) — Жених
- Григорий Маликов
- Николай Маликов
- Михаил Георгиу
- Катерина Африкантова
- Екатерина Щанкина
- Настя Добрынина
- Ваня Добрынин
- Илья Щербинин (в титрах Щербенин)

Звучат романсы «Кого-то нет, кого-то жаль…» и «На заре ты её не буди…» в исполнении Евгении Смольяниновой и Елены Фроловой.

## Технические детали
Мультфильм выполнен в сложной технологии масляной краской по стеклу. Три года работы авторов вылились в фильм, поразительно точно отражающий сложный духовно-эмоциональный внутренний мир героев. Детальность пейзажей, бытовых деталей и городских улиц, в сочетании с техникой исполнения, заставляют зрителя забыть во время просмотра о том, что он видит лишь рисунок, погружая его в реальность России конца XIX века.
Особенности художественного языка фильма и его хронометраж продиктовали свободное обращение с литературным первоисточником. В повести Шмелёва много комического в описании бытовых положений и переживаний героя, идеализации им предметов страсти; подчёркивается мрачная роль его тёток, есть упоминание, что Паша удалилась лишь в послушницы и может выйти из монастыря. В фильме опущены многие детали сюжета, приглушена «взрослая» ирония и усилен «юношеский» лирический мотив.

## Награды
- 2006 — 11-й Международный фестиваль анимационного кино в Хиросиме: «Зрительская премия» и «Специальная Международная Премия Жюри»
- 2006 — Международный фестиваль документального и анимационного кино в Лейпциге: «Премия FIPRESCI за лучшую анимацию»
- 2006 — 10-й Фестиваль медиаискусства в Японии: «Премия совершенства»
- 2007 — 12-й Открытый всероссийский фестиваль анимационного кино в Суздале: «Гран-при», «Лучшее руководство» и «Лучшее воплощение»
- 2007 — Международный кинофорум «Золотой Витязь»: «Лучший анимационный фильм»
- 2007 — Международный кинофестиваль «Послание к Человеку»: Приз «Золотой кентавр»
- 2007 — Международный фестиваль анимационного кино в Мельбурне: «Главный приз жюри за лучший фильм», «Голоса жюри и зрителей» в программе: «Вручную нарисованный пейзаж»
- 2007 — Фестиваль «Anima Mundi» в Бразилии: Профессиональная награда жюри: «Лучшая анимация»
- 2008 — Номинация на премию «Оскар» за лучший анимационный короткометражный фильм
- 2007 — лучший христианский фильм года — жюри XII Международного фестиваля православных кино-, теле — и радиопрограмм «Радонеж»

## Издание
В России фильм был выпущен на DVD-дисках в 2006 году Первой Видеокомпанией.
| Вариант издания   | Упаковка    | Тип DVD             | Видео            | Звук   | Язык    | Субтитры            |
| ----------------- | ----------- | ------------------- | ---------------- | ------ | ------- | ------------------- |
| Бюджетное издание | Стандартная | DVD-9 (2-х слойный) | PAL 4:3 27 минут | Стерео | Русский | Русские, английские |
| Основное издание  | Диджипак    | DVD-9 Регион 5      | PAL 4:3 27 минут | Стерео | Русский | Русские, английские |